# Bartolomeo Caravoglia
Bartolomeo Caravoglia (Crescentino, 1620 – 1691) è stato un pittore italiano.
È ritenuto allievo del Guercino, con cui ha in comune alcuni tratti stilistici, ma mancano prove di contatti diretti col celebre pittore.
Tra il 1644 e il 1664 lavorò a Torino e Rivoli per i Savoia. 

## Opere
- Clodoveo che riceve lo scudo, camera dell'Alcova del Palazzo Reale di Torino
- Allegoria della bellezza e Allegoria della Modestia, sala del Trono della regina, Palazzo Reale di Torino
- Storie di San Paolo, oratorio della Compagnia di San Paolo, Torino
- Madonna con quattro santi, 1655, duomo di Torino
- Madonna con i santi Ippolito e Cassiano, 1656, duomo di Torino
- Ritratto di Claudia Scaglia di Verrua, salone di Diana, Reggia di Venaria Reale
- Ritratto di Ludovica San Martino di Agliè, salone di Diana, Reggia di Venaria Reale
- Miracolo dell'ostia, 1667, basilica del Corpus Domini di Torino
- Circoncisione di Gesù, 1668, chiesa di San Bernardino, Crescentino
- Cristo in croce, 1676, Confraternita della Misericordia, Livorno Ferraris
- Madonna col Bambino, due distinte tele conservate alla Galleria Sabauda di Torino
- S. Antonio da Padova con Gesù Bambino, Galleria Sabauda, Torino
- Ostensione della Sacra Sindone, Cappella gentilizia di Palazzo Armano, Grosso
- San Francesco riceve le stimmate, Duomo di Ciriè.
- Madonna e Bambino, con san Giuliano di Brioude e san Grato, Chiesa di San Giuliano (Barbania)
- Madonna del Carmine, Galleria Sabauda, Torino (attribuzione incerta)
- Madonna allattante, Museo Borgogna, Vercelli (attribuzione incerta)
- Storie della Vergine, Chiesa di San Filippo, Torino (attribuzione incerta)
- Presentazione al tempio, Front, parrocchiale (attribuzione incerta)
- L'Immacolata e San Francesco, Chiesa della Madonna degli Angeli, Torino (attribuzione incerta)